# ليوباردو لوبيس
ليوباردو لوبيس (بالإسبانية: Leobardo López)‏؛ مواليد 4 سبتمبر 1983 في ولاية ميتشواكان، المكسيك، هو لاعب كرة قدم مكسيكي يلعب لنادي مونتيري كمدافع. بدأ ليوباردو لوبيس مسيرته الرياضية عام 2005 مع نادي باتشوكا.

## الجوائز والإنجازات

### الإنجازات مع النادي أو المنتخب
| النادي أو المنتخب | البطولة                    | مرات الفوز | الأعوام أو المواسم |
| ----------------- | -------------------------- | ---------- | ------------------ |
| نادي باتشوكا      | الدوري المكسيكي لكرة القدم | 2          | 2006، 2007         |
| نادي باتشوكا      | دوري أبطال الكونكاكاف      | 3          | 2007، 2008، 2010   |
| نادي باتشوكا      | كوبا سود أمريكانا          | 1          | 2006               |
| نادي مونتيري      | دوري أبطال الكونكاكاف      | 1          | 2013               |

## وصلات خارجية
- ليوباردو لوبيس على موقع الاتحاد الدولي (مؤرشف)  (الإنجليزية)
- ليوباردو لوبيس على موقع قاعدة بيانات كرة القدم.إي يو (الإنجليزية)
- ليوباردو لوبيس على موقع ناشيونال فوتبول تيمز (الإنجليزية)
- ليوباردو لوبيس على موقع Soccerway.com (الإنجليزية)
- ليوباردو لوبيس على موقع AS.com (الإسبانية)

صفحة اللاعب من موقع transfermarkt